# Metaʼ
Pour les articles homonymes, voir Meta.
Le metaʼ (ou bameta, batibo, besi, chubo, menemo-mogamo, metta, mitaa, moghamo-menemo, muta, uta’, widikum-tadkon) est une langue bantoïde méridionale des Grassfields parlée au Cameroun dans la région du Nord-Ouest, le département de la Momo, à l'est et au sud-est de l'arrondissement de Mbengwi et à l'est de celui de Batibo, également dans l'arrondissement de Bamenda et aux environs des villages de Bafuchu et Nja. Elle comprend deux dialectes, le moghamo et le menemo.
En 2010, le nombre de locuteurs était estimé à 183 000.

## Écriture
| A a | B b   | C c | D d | E e | Ə ə | F f | G g | Gh gh | I i | Ɨ ɨ | J j | K k | M m |
| N n | Ny ny | Ŋ ŋ | O o | Ɔ ɔ | P p | R r | S s | T t   | U u | W w | Y y | Z z | ʼ   |